# Harriet Nordlund
Gerd Harriet Linnéa Nordlund, född 20 september 1954 i Nautijaur i Jokkmokks kommun, död 19 april 2023 i Ekerö, Stockholms län, var en svensk-samisk skådespelare, manusförfattare och författare.

## Biografi
Harriet Nordlund utbildade sig på Statens scenskola i Stockholm 1973–1976. Hon var skådespelerska på bland annat Orionteatern, Turteatern, Uppsala Stadsteater, Gottsunda Teatern, Norrbottensteatern, Stockholms Stadsteater, Dálvadis och Samiska Teatern. Under senare år Harriet Nordlund på Gävle folkteater. Hon tillträdde våren 2009 som kultur- och fritidschef i Jokkmokks kommun.
Nordlund dramatiserade 14 pjäser och skrev själv sju pjäser. Hon var konstnärlig ledare för Dálvadisteatern 1971–1985 och teaterchef för Beaivváš Sámi Teahter i Kautokeino i Norge 2002–2006. Hon var värd för radioprogrammet Sommar i Sveriges Radio P1 i augusti 1990.
Harriet Nordlund var under 1980- och 1990-talen sambo med skådespelaren Gustav Levin (född 1952), med vilken hon hade två döttrar födda 1982 respektive 1985.

## Filmografi (urval)
- 1975 – Långtradarchaufförens berättelser (TV-serie)
- 1991 – Önskas
- 1997 – Hästen och tranan
- 1997 – Larmar och gör sig till

## Teater

### Roller
| År   | Roll | Produktion                                                    | Regi              | Teater             |
| ---- | ---- | ------------------------------------------------------------- | ----------------- | ------------------ |
| 1984 |      | Tom Sawyers äventyr (The Adventures of Tom Sawyer) Mark Twain | Catherine Parment | Norrbottensteatern |